# Postskriptum
Ein Postskriptum (lateinisch postscriptum, Partizip zum Verb postscribere ‚dahinterschreiben‘) ist ein Anhang an einen Text. Es wird oft in Briefen oder ähnlichen Kommunikationsvarianten wie E-Mail oder Usenet verwendet. Vor dem Text des Postskriptums steht einleitend die Abkürzung PS: (mit einem Doppelpunkt). Im englischsprachigen Raum ist eher »P.S.« als Abkürzung gebräuchlich. Allerdings sind Abkürzungspunkte im europäischen Englisch spätestens seit den 1990ern nicht mehr üblich.
Deutsche Bezeichnungen für das Postskriptum sind Nachschrift und Nachsatz. Die dafür verwendete Abkürzung NS zur Einleitung des Postskriptums ist nicht mehr üblich und wurde weitgehend durch PS verdrängt.
Der gegenteilige Begriff ist das Präskript, es steht für eine formelhafte Wendung als Einleitung am Anfang antiker Briefe, also vor dem eigentlichen Inhalt des Briefes.

## Geschichte

### Zweck
Das Postskriptum stammt aus der Zeit der Briefe, als man alles von Hand schrieb. Es hatte den Vorteil, dass durch das Vergessen eines wichtigen Teiles nicht alles nochmals geschrieben werden musste, sondern man es einfach anhängen konnte. In der Zeit der E-Mail-Kommunikation wird es jedoch hauptsächlich dafür verwendet, eine Mitteilung anzuhängen, die nicht direkt mit dem eigentlichen Thema zu tun hat und eher nebensächlicher Natur ist.

### Unterschrift
Die Unterschrift stand ursprünglich immer unter dem eigentlichen Text (also vor dem Postskriptum). Nach dem Postskriptum wurden entweder nur die Initialen notiert oder die Abkürzung d. O. (der Obige) wurde verwendet, alternativ die Abkürzung D. S. (für lateinisch deinde scriptum, d. h. „anschließend [vom selben Verfasser] geschrieben“).
Heute wird die Unterschrift verschieden gehandhabt. Oft wird ein Postskriptum gar nicht mehr unterzeichnet, weil ohnehin klar ist, dass es vom selben Verfasser stammt wie der vorangehende Text. Die Unterschrift kann auch erst nach dem Postskriptum stehen, so dass es weniger deutlich vom Hauptteil des Textes abgegrenzt ist.
Auf Diskussionsseiten im Internet kommen viele Beiträge zusammen, deren Position die Verfasser oft selbst bestimmen können. Es kann dann sinnvoll sein, einen Beitrag mit einem Postskriptum erst ganz am Ende mit dem Benutzernamen zu unterzeichnen, damit klar erkennbar ist, von wem der Text (inklusive Postskriptum) stammt. Die Herkunft eines solchen Beitrags wird noch deutlicher, wenn der Benutzer sowohl den Hauptbeitrag als auch das Postskriptum mit seiner Signatur abzeichnet; diese Lösung bietet sich an, wenn der Benutzer das Postskriptum erst nachträglich an einen früher veröffentlichten Beitrag anhängt.

## Schreibweise
Zur Kennzeichnung eines Anhangs schreibt man Postskriptum nur selten aus (die Ausschreibung ist allenfalls in Büchern üblich). Laut Duden ist die korrekte Abkürzung PS (ohne Punkte).
Nach der Abkürzung PS wird ein Doppelpunkt gesetzt, dann beginnt der Text des Postskriptums. Zum Beispiel:
```
PS: Ich bin nächste Woche nicht erreichbar.
```

## Mehrfachverwendung
Bei weiteren Postskripta stellt man jeweils ein weiteres P voran:
- erstes Postskriptum: PS
- zweites Postskriptum: PPS
- drittes Postskriptum: PPPS

## Andere Wortbedeutung
In manchen (Fach-)Zeitschriften wird der letzte Artikel als Postskriptum bezeichnet.